# Eero Hirvonen
Eero Hirvonen (Laukaa, 30 gennaio 1996) è un combinatista nordico finlandese.

## Biografia
In Coppa del Mondo ha esordito il 6 marzo 2015 a Lahti (33º) ed ha ottenuto il primo podio il 7 gennaio 2017 nella medesima località (2º). Ai Mondiali di Lahti 2017, suo esordio iridato, si è classificato 9º nel trampolino normale, 21º nel trampolino lungo, 5º nella gara a squadre dal trampolino normale e 7º nella sprint a squadre dal trampolino lungo.
Ai XXIII Giochi olimpici invernali di Pyeongchang 2018, sua prima presenza olimpica, si è classificato 6º nel trampolino normale, 6º nel trampolino lungo e 6º nella gara a squadre. Nella stagione seguente ha ottenuto il primo successo in Coppa del Mondo, vincendo la sprint a squadre di Lahti del 9 febbraio 2019 in coppia con Ilkka Herola, e ai Mondiali di Seefeld in Tirol è stato 20º nel trampolino lungo, 5º nella gara a squadre dal trampolino normale, 7º nella sprint a squadre dal trampolino lungo e non ha completato la gara dal trampolino normale, mentre a quelli di Oberstdorf 2021 si è classificato 18º nel trampolino lungo, 5º nella gara a squadre e 5º nella sprint a squadre. L'anno dopo ai XXIV Giochi olimpici invernali di Pechino 2022 si è piazzato 17º nel trampolino normale, 20º nel trampolino lungo e 8º nella gara a squadre; ai Mondiali di Planica 2023 è stato 19º nel trampolino normale, 11º nel trampolino lungo, 5º nella gara a squadre e 6º nella gara a squadre mista e a quelli di Trondheim 2025 si è classificato 16º nel trampolino normale, 34º nel trampolino lungo, 4º nella gara a squadre e 5º nella gara a squadre mista.

## Palmarès

### Mondiali juniores
- 1 medaglia:
  - 1 bronzo (gara a squadre a Râșnov 2016)

### Coppa del Mondo
- Miglior piazzamento in classifica generale: 8º nel 2017
- 10 podi (6 individuali, 4 a squadre):
  - 1 vittoria (a squadre)
  - 3 secondi posti (individuali)
  - 6 terzi posti (3 individuali, 3 a squadre)

#### Coppa del Mondo - vittorie
| Data            | Località | Nazione   | Trampolino         | Spec.                               |
| --------------- | -------- | --------- | ------------------ | ----------------------------------- |
| 9 febbraio 2019 | Lahti    | Finlandia | Salpausselkä HS130 | T SP LH/2x7,5 km (con Ilkka Herola) |

Legenda:

SP = sprint

T = gara a squadre

LH = trampolino lungo